# Lex ecclesiae fundamentalis
La Lex Ecclesiae Fundamentalis (LEF) fu un progetto di legge fondamentale, concepito come una sorta di "costituzione" per la Chiesa cattolica. Questo progetto venne elaborato tra gli anni 1960 e gli anni 1970 su iniziativa del professor Klaus Morsdorf in occasione della revisione del Codice del 1917 di diritto canonico che seguiva la conclusione dei lavori del concilio Vaticano II. Nonostante l'impegno profuso da parte della canonistica tedesca che portò all'elaborazione di varie possibili versioni, la Lex ecclesiae fundamentalis non venne mai promulgata, sebbene molte delle sue norme siano poi state recepite dal codice di diritto canonico, in particolar modo dai canoni sullo statuto fondamentale del fedele. Nelle intenzioni iniziali dei suoi sostenitori, la LEF sarebbe dovuta essere un testo legale in cui avrebbero trovato posto «non soltanto le norme comuni della Chiesa latina e delle Chiese orientali, ma anche e soprattutto i fondamenti dogmatici canonisti della Chiesa universale».